# Комната 6
«Комната 6» (англ. Room 6) — американский фильм ужасов / триллер 2006 года режиссёра Майкла Херста. Премьера фильма состоялась 24 ноября 2006 года.

## Сюжет
Учительница Эми, страдающая ночными кошмарами, и её парень Ник попадают в автокатастрофу. После аварии на место ДТП в скором порядке приезжают сотрудники, оказывающие первую медицинскую помощь и забирают Ника в больницу. У Ника сломана нога. При этом ни Эми, ни другой участник схожей ситуации Лукас не знают в какую больницу отвезли пострадавших. А в самой больнице в это время происходят странные вещи: во-первых в больнице царит атмосфера напряжённости и скрытности, больным не разрешается выходить из палат, а также у них постоянно берут образцы крови, якобы для анализов. Всё это начинает осложняться кошмарами Эми, которые начинают переходить в галлюцинации.

## В ролях
| Актёр            | Роль                               |
| ---------------- | ---------------------------------- |
| Хлоя Грейс Морец | Мелисса Норман                     |
| Кристин Тейлор   | Эми Робертс                        |
| Шэйн Бролли      | Ник Ван Дайк парень Эми            |
| Джерри О'Коннелл | Лукас Дилан                        |
| Кейн Ходдер      | второе чудовище, привидевшееся Эми |
| Джон Биллингсли  | Харрисон МакКендрик                |
| Маршалл Белл     | отец Эми                           |
| Элли Корнелл     | Сара Норман мама Мелиссы           |